# Oxytropis aulieatensis
Oxytropis aulieatensis är en ärtväxtart som beskrevs av Aleksei Ivanovich Vvedensky. Oxytropis aulieatensis ingår i släktet klovedlar, och familjen ärtväxter. Inga underarter finns listade i Catalogue of Life.